# Jan Dobrovský
Jan Dobrovský (* 30. července 1960) je český podnikatel, novinář a filantrop. Podle časopisu Forbes spolu se svými společníky z firmy bpd partners, Petrem Pudilem a Vasilem Bobelou, patří mezi 100 nejbohatších českých podnikatelů s celkovým majetkem odhadovaným ve výši 6,6 miliardy korun.

## Život
Dobrovský je židovského původu, jeho otec byl český novinář, publicista, disident a politik Luboš Dobrovský.
Vzhledem k tomu, že z politických důvodů nemohl Jan Dobrovský studovat na gymnáziu, absolvoval střední zemědělskou školu. Po několika neúspěšných pokusech o přijetí k dennímu studiu na vysoké škole byl přijat na dálkové studium Vysoké školy zemědělské v Praze. Po několika semestrech bylo ale jeho studium po intervenci StB označeno za neplatné z formálních důvodů. Pro svůj rodinný původ mohl vykonávat před rokem 1989 pouze manuální profese.
Ve druhé polovině osmdesátých let se plně zapojil do práce se samizdatem, především v Lidových novinách. Na přání Jiřiny Šiklové spolu s Vladimírem Mlynářem nahradil Jana Rumla po jeho pobytu ve vazbě v distribuci exilové literatury, materiálů pro výrobu Originálního videojournalu a korespondence mezi českým disentem a jeho zahraničními podporovateli.
V různých samizdatových publikacích tiskli jeho fejetony a povídky, některé vydala také samizdatová edice Expedice.

## Profesní život

### Lidové noviny
Před rokem 1989 se aktivně zapojil do práce redakčního týmu, který vydával samizdatové Lidové noviny. Spolu s dalšími novináři a přáteli se podílel na vzniku již legálního deníku Lidové noviny, který začal vycházet na jaře 1990. V obnovených LN působil až do roku 1992.

### Československá televize a Česká televize
V roce 1992 přišel do ČST, kde řídil televizní zpravodajství a stal se zástupcem šéfredaktora Televizních novin.
Po skončení vysílání federální ČST v roce 1993 pokračoval v řízení zpravodajství v rámci Intendantury programu ČT 2. Intendantem byl Jan Štern.

### Podnikatelské aktivity
V letech 1994–1997 řídil kancelář Karla Schwarzenberga v České republice. Zabýval se především rozsáhlými restitucemi a následnou správou majetku. V letech 1997–2003 pracoval jako poradce a partner v konzultační kanceláři Becker & Poliakoff consulting, kde se zabýval lobbingem a investicemi zahraničních investorů v České republice především do telekomunikací, potravinářství a energetiky. Byl v té době i poradcem ČSOB a jejího generálního ředitele Pavla Kavánka při akvizici IPB. V letech 2005–2012 byl členem správní rady Střediska prevence a léčby drogových závislostí (Drop In) věnující se prevenci a léčbě drogových závislostí. V letech 2004–2008 byl členem dozorčí rady společnosti Czech Coal (bývalá Mostecká uhelná) a v letech 2008–2011 jejím předsedou. Podíl ve společnosti pak za několik miliard v roce 2010 prodal Pavlu Tykačovi.
V roce 2011 založil s Petrem Pudilem a Vasilem Bobelou family office bpd partners, která spravuje jejich rodinný majetek. Ve správě bpd partners jsou mezi jinými společnosti holdingu REN Power, jenž provozuje obnovitelné energetické zdroje. Další významnou část tvoří společnost bpd development, jejímiž největšími projekty byly například administrativní komplex PPF Gate, kancelářské budovy BLOX a TELEHOUSE v okolí Vítězného náměstí v Praze či bytový areál Royal Triangle v pražských Střešovicích.
V roce 2012 vstoupila skupina bpd partners majetkově do tradičního výrobce kyanidové chemie Draslovka lučební závody Kolín. V roce 2021 oznámila Draslovka záměr stát se globálním hráčem ve výrobě kyanidové chemie. V červnu 2021 oznámila dohodu o koupi výrobce kyanidu sodného od společnosti Sasol South Africa Limited v Sasolburgu (JAR). V červenci koupila největšího producenta pevného kyanidu sodného na světě, divizi Mining Solution společnosti The Chemours Company v Memphisu, Tennessee, USA. Proces převzetí této společnosti byl dokončen koncem listopadu. Dokončení procesu převzetí jihoafrické společnosti pokračuje.
Skupina bpd partners je významným investorem do řady start-upových projektů zaměřených do oblastí biotechnologií, medicíny, potravinářství a dalších špičkových technologií.  Od roku 2021 je součástí skupiny bpd partners zdravotní klinika špičkové ambulantní péče My Clinic.

### Filantropie a zájmy
Dobrovský podporuje především činnost POST BELLUM, organizace dokumentující vzpomínky pamětníků historických okamžiků 20. století. Její hlavní činností je projekt Paměť národa. Dobrovský působí jako předseda kolegia Paměti národa. Dobrovský spolu s Petrem Pudilem získali v roce 2021 v soutěži EY Podnikatel roku Cenu České televize za podnikatelský přínos kultuře a umění za podporu projektu Post Bellum.
V roce 2021 začal spolu s publicistou a novinářem Jindřichem Šídlem připravovat Podcast Paměti národa. Formou rozhovoru vzpomínají na důležité momenty moderní české historie a komentují aktuální události v politice a životě ČR. Dobrovský vystupuje v médiích jako komentátor současného politického a společenského dění. Vyjadřoval podporu Izraeli během války v Pásmu Gazy.
Celý život se zabývá fotografií. První veřejnou výstavu měl již v roce 1988 v divadle E. F. Buriana. Od tehdejšího focení pražských zátiší se jeho zájem posunul k dokumentární fotografii. Černobílé snímky zachycují běžný život lidí, které potkává při svých cestách doma i v cizině.
V roce 2018 založil Dobrovský spolu s dalšími významnými českými fotografy (Tomki Němec, Antonín Kratochvíl, Jan Mihaliček, Alžběta Jungrová, Karel Cudlín, Martin Wágner) fotografický spolek 400 ASA. Spolek se věnuje propagaci dokumentární fotografie, pořádání tematických výstav a vydávání knih. 400 ASA provozuje výstavní a společenské prostory v obnovené trafostanici na pražském Smíchově 400 ASA Gallery.